# Ricardo Jiménez Oreamuno
Romualdo Ricardo Jiménez Oreamuno (Cartago, 6 de febrero de 1859 - San José, 4 de enero de 1945) fue un abogado y político costarricense que se desempeñó como Presidente de Costa Rica en tres ocasiones no consecutivas: 1910-1914, 1924-1928 y 1932-1936. Además, ocupó diversos puestos públicos a la largo de su vida, como Presidente de la Municipalidad de San José, Secretario de Relaciones Exteriores, Presidente de la Corte Suprema de Justicia y Presidente del Congreso, lo que lo hace el único costarricense que ha ocupado la máxima magistratura en los tres poderes de la República. Fue una de las figuras públicas más connotadas del país durante la primera mitad del siglo XX. El Congreso Constitucional lo declaró Benemérito de la Patria por decreto n.º 73 del 4 de julio de 1942.

## Biografía
Ricardo Jiménez nació en la ciudad de Cartago, el 6 de febrero de 1859. De familia de abolengo, es hijo del también Presidente Jesús Jiménez Zamora y de Esmeralda Oreamuno Gutiérrez, hija del también jefe de Estado Francisco Oreamuno Bonilla. 
Se casó en primeras nupcias con Beatriz Zamora López y en segundas con María Eugenia Calvo Badia. De su segundo matrimonio tuvo una hija, Esmeralda Jiménez Calvo.
Cursó sus estudios en el Colegio de San Luis Gonzaga de Cartago y se graduó como licenciado en Leyes en la Universidad de Santo Tomás, de la que fue Rector interino en 1888. Publicó un Curso de Instrucción Cívica y numerosos artículos y ensayos sobre temas públicos y jurídicos.
Fue dueño de valiosas haciendas ganaderas en Cartago y Puntarenas. Fue miembro de la Junta de Caridad de San José en varias oportunidades. 
Durante los últimos años de su vida, a pesar de su avanzada edad, se mantuvo activo en el ejercicio de su profesión y en la manifestación de sus opiniones en continuos reportajes en la prensa. Dado que vivía en condiciones muy modestas en casa alquilada, se propuso efectuar una suscripción pública para comprarle una casa, pero rechazó enérgicamente la idea. Sus restos reposan en el Cementerio General de San José.

## Vida política
Durante la primera administración de Bernardo Soto Alfaro, tras la muerte de Próspero Fernández Oreamuno, fue nombrado ministro Plenipotenciario de Costa Rica, El Salvador y Nicaragua en México (1885), durante la emergencia bélica provocada por la campaña unionista del Presidente de Guatemala Rufino Barrios y Auyón. Su misión diplomática concluyó con el de Barrios.
El 1 de abril de 1886 fue nombrado, nuevamente, ministro plenipotenciario en México. Posteriormente, se desempeñó como secretario de Gobernación, Policía y Fomento entre el 4 de octubre y el 5 de noviembre de ese año, fecha en que renunció.
En 1888, se inauguró en San José un Segundo Congreso Centroamericano, siendo Canciller Manuel de Jesús Jiménez Oreamuno, hermano de Jiménez. Don Ricardo fue nombrado ministro plenipotenciario para ese congreso, y también fue electo como su presidente. 
La campaña electoral de 1889 se había vuelto muy tensa, con el candidato "oficialista", Ascensión Esquivel siendo tildado de "dictador".  El 29 de septiembre de 1889 fue nombrado Secretario de Relaciones Exteriores, aunque renunció una semana después, argumentando que durante 8 días se había convencido de que nada podía hacer en favor de la tranquilidad pública, y sugiriéndole a Soto cambios en el ejército. Tras múltiples cuestionamientos de la transparencia y legalidad de las elecciones de primer grado, éste entregó la Presidencia sin renunciar al doctor Carlos Durán Cartín, Tercer Designado, quien nombró a Jiménez como Secretario de Relaciones Exteriores y Carteras anexas hasta el fin de esa administración de transición. Sin ser candidato, obtuvo la totalidad de los votos de la comarca de Limón en las elecciones de segundo grado efectuadas ese año.

### Presidente de la Corte Suprema de Justicia
En mayo de 1890, a pesar de su juventud (solo tenía 31 años), y en reconocimiento a su talento y a su saber jurídico, fue elegido por el Congreso Constitucional como Presidente de la Corte Suprema de Justicia para el período 1890-1894. Sin embargo, envió a la Corte una nota de renuncia al cargo en forma irrevocable en 1892, después de que el presidente José Rodríguez Zeledón declarara disuelto el Congreso, explicando que, para él, el decreto de disolución "...es un ataque mortal a la Constitución. Mi autoridad derivaba de ella y se ha extinguido al extinguirse su fuente." 

### Diputado y Presidente del Congreso
En 1902 fue elegido como diputado por Cartago para el período 1902-1906, por el Partido Unión Nacional. En su primer año, se desempeñó como Vicepresidente del Congreso Constitucional, y en 1903 fue elegido como su Presidente, cargo que ejerció hasta el año siguiente. En ese período fue también Primer Designado a la Presidencia de la República, tras la renuncia de Rafael Iglesias Castro.
En 1906 fue elegido de nuevo, esta vez por la provincia de San José, y se distinguió en la cámara por su oposición a una serie de contratos con la empresa transnacional bananera United Fruit Company. De 1909 a 1910 fue nuevamente Presidente del Congreso Constitucional.

### Primera Administración (1910-1914)
En las elecciones de 1909-1910 obtuvo una abrumadora victoria sobre el expresidente Rafael Iglesias Castro y fue elegido presidente de la República para el período 1910-1914. Tomó posesión a los pocos días de una catástrofe sísmica que destruyó su ciudad natal, Cartago.

### Conjuez de la Corte Suprema de Justicia
En 1917, después del golpe militar de Federico Tinoco Granados, se apartó de la política. Se rehusó a formar parte de la comisión de expresidentes que redactó el proyecto de la Constitución de 1917. Sin embargo, fue Conjuez o magistrado suplente de la Corte Suprema de Justicia de 1919 a 1920.

### Segunda Administración (1924-1928)
Fue elegido nuevamente como diputado por San José para el período 1922-1926, que no concluyó porque fue elegido nuevamente como Presidente de la República en 1924. En las elecciones presidenciales de diciembre de 1923 su candidatura obtuvo el mayor número de votos, pero no la mayoría absoluta, por lo que el Congreso Constitucional hubo de decidir la elección entre él y Alberto Echandi Montero, candidato del Partido Agrícola. Con el apoyo del Partido Reformista, encabezado por el general Jorge Volio Jiménez, el Partido Republicano logró hacer triunfar su nombre en el Congreso y se le declaró elegido para el período 1924-1928.

### Tercera Administración (1932-1936)
De 1928 a 1932 vivió alejado de la política, a pesar de que salió electo diputado en 1930, cargo que no ejerció para evitar con su oposición, entorpecer la labor del presidente Cleto González Víquez. En las elecciones presidenciales de febrero de 1932 nuevamente su candidatura obtuvo el mayor número de votos, pero no la mayoría absoluta, por lo que debía efectuarse una segunda vuelta y entre él y el candidato que había quedado en segundo lugar, Manuel Castro Quesada. Sin embargo, este último renunció a su derecho de participar en la segunda vuelta (debido a su participación en la intentona conocida como "El Bellavistazo"), y el Congreso Constitucional optó por nombrar a Ricardo Jiménez Oreamuno como Primer Designado a la Presidencia y llamarlo a ejercer la primera magistratura durante todo el período presidencial 1932-1936. 
En 1936, al dejar la Presidencia, manifestó categóricamente que su carrera política había terminado. Sin embargo, en 1939 se postuló su candidatura para las elecciones presidenciales de 1940. Para dichas elecciones, su plataforma, el Partido Republicano Ricardista, se alió con la Confraternidad Guanacaste, Renovación Nacional, el Centro Germinal y el Partido Comunista de Manuel Mora. “Don Ricardo, ya en su madurez, había comenzado a estudiar con seriedad el marxismo y había llegado a la convicción de que el futuro de la humanidad debía encontrarse en una síntesis de la democracia liberal con la economía socialista”, señala Merino del Río en su obra Manuel Mora y la Democracia Costarricense. La avanzada edad del Jiménez Oreamuno, la presión ejercida por el gobierno del Presidente León Cortés Castro en favor del candidato Rafael Calderón Guardia, junto a la persecución, muchas veces violeta, a sus partidarios y el cierre de un órgano de prensa que le era favorable, lo decidieron a retirarse definitivamente de la contienda.

## Principales logros
- Reconstruyó la ciudad de Cartago, luego del terremoto de 1910.
- Impulsó la construcción de edificios públicos, carreteras, puentes y cañerías
- Creó el Banco de Crédito Hipotecario y el Banco Nacional de Seguros (hoy Instituto Nacional de Seguros) en 1924.
- Finalizó la electrificación del ferrocarril al Pacífico
- Construyó el antiguo Estadio Nacional
- Impulsó la construcción del muelle de Puntarenas
- Se creó la dirección General de Correos
- Llevó la cañería desde Ojo de Agua, hasta Puntarenas
- Creó la Escuela de Agricultura
- Creó el Ministerio de Salud
- Escuela Ricardo Jiménez Oreamuno. La escuela debe su nombre al expresidente de la república Ricardo Jiménez Oreamuno.

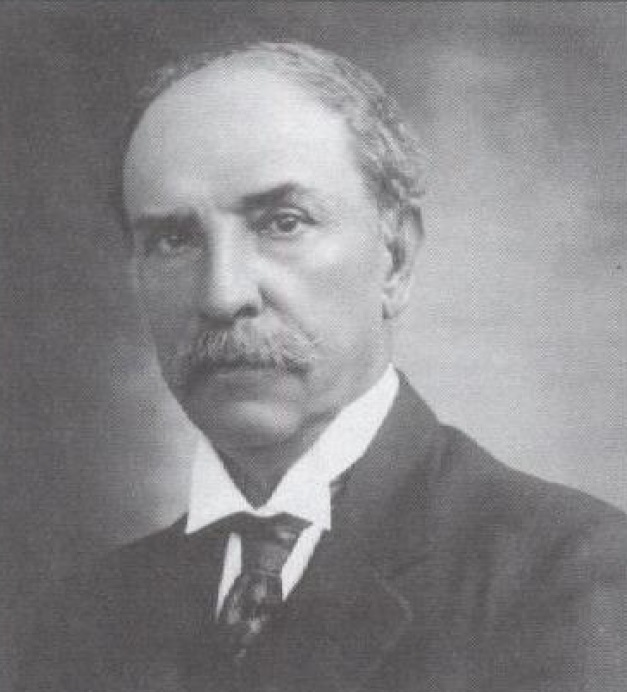

Inicia sus labores en el año 1894, en un galerón ubicado al costado norte de la antigua iglesia. Allí laboraban 2 maestros. Además a veces llegaban los llamados curas doctrineros que eran franciscanos, que impartían clases de religión y también enseñaban al pueblo a confeccionar canastos y esteras. El primer director fue don Félix Acuña. En 1925, don Pedro Barahona Echeverría dona parte del actual terreno. Este terreno está ubicado al frente de la basílica y fue complementado con un terreno comprado gracias a una partida específica gestionada por el doctor Guzmán Mata y una donación de Jesús Navarro. En estos dos terrenos se ubican las instalaciones actuales. Al momento de la creación de la escuela, el lugar era conocido como el distrito de Concepción y pertenecía al Cantón Central de Cartago. En 1939 se gestó la creación del Cantón de El Guarco y en este movimiento tuvo una destacada participación el director de la escuela. Así también en la lucha por el servicio eléctrico que fue establecido en 1914.
En 1948, durante la revolución, este Centro Educativo fue tomado como cuartel general y aquí fueron destruidos y desaparecieron los documentos que estaban archivados. Por eso no se cuenta con información histórica antes de esa época.
| Predecesor: Vicente Sáenz Llorente 1889-1890 | 21° Presidente de la Corte Suprema de Justicia de Costa Rica 1890-1892 | Sucesor: Ramón Carranza Ramírez 1892-1894              |
| Predecesor: Cleto González Víquez 1906-1910  | 19° Presidente de Costa Rica 1910-1914                                 | Sucesor: Alfredo González Flores 1914-1917 (Derrocado) |
| Predecesor: Julio Acosta García 1920-1924    | 25° Presidente de Costa Rica 1924-1928                                 | Sucesor: Cleto González Víquez 1928-1932               |
| Predecesor: Cleto González Víquez 1928-1932  | 27° Presidente de Costa Rica 1932-1936                                 | Sucesor: León Cortés Castro 1936-1940                  |

## Ancestros hasta los tatarabuelos
|  |                                                       |  |  |  |  |  |  |  |  |  |  |  |  |  |  |  |
|  | 16.Francisco Jiménez                                  |  |  |  |  |  |  |  |  |  |  |  |  |  |  |  |
|  |                                                       |  |  |  |  |  |  |  |  |  |  |  |  |  |  |  |
|  |                                                       |  |  |  |  |  |  |  |  |  |  |  |  |  |  |  |
|  | 8. José Antonio Jiménez Bonilla (+ 1805)              |  |  |  |  |  |  |  |  |  |  |  |  |  |  |  |
|  |                                                       |  |  |  |  |  |  |  |  |  |  |  |  |  |  |  |
|  |                                                       |  |  |  |  |  |  |  |  |  |  |  |  |  |  |  |
|  | 17.Josefa de Bonilla                                  |  |  |  |  |  |  |  |  |  |  |  |  |  |  |  |
|  |                                                       |  |  |  |  |  |  |  |  |  |  |  |  |  |  |  |
|  |                                                       |  |  |  |  |  |  |  |  |  |  |  |  |  |  |  |
|  | 4. Ramón Jiménez Rodríguez (o Robledo)                |  |  |  |  |  |  |  |  |  |  |  |  |  |  |  |
|  |                                                       |  |  |  |  |  |  |  |  |  |  |  |  |  |  |  |
|  |                                                       |  |  |  |  |  |  |  |  |  |  |  |  |  |  |  |
|  | 18.Juan Rodríguez Robledo (1701)                      |  |  |  |  |  |  |  |  |  |  |  |  |  |  |  |
|  |                                                       |  |  |  |  |  |  |  |  |  |  |  |  |  |  |  |
|  |                                                       |  |  |  |  |  |  |  |  |  |  |  |  |  |  |  |
|  | 9. Petronila Rodríguez de Arlegui (1740)              |  |  |  |  |  |  |  |  |  |  |  |  |  |  |  |
|  |                                                       |  |  |  |  |  |  |  |  |  |  |  |  |  |  |  |
|  |                                                       |  |  |  |  |  |  |  |  |  |  |  |  |  |  |  |
|  | 19.Gabriela Josefa de Arlegui                         |  |  |  |  |  |  |  |  |  |  |  |  |  |  |  |
|  |                                                       |  |  |  |  |  |  |  |  |  |  |  |  |  |  |  |
|  |                                                       |  |  |  |  |  |  |  |  |  |  |  |  |  |  |  |
|  | 2. Jesús Jiménez Zamora (1823-1897)                   |  |  |  |  |  |  |  |  |  |  |  |  |  |  |  |
|  |                                                       |  |  |  |  |  |  |  |  |  |  |  |  |  |  |  |
|  |                                                       |  |  |  |  |  |  |  |  |  |  |  |  |  |  |  |
|  | 20.Francisco Zamora (+1773)                           |  |  |  |  |  |  |  |  |  |  |  |  |  |  |  |
|  |                                                       |  |  |  |  |  |  |  |  |  |  |  |  |  |  |  |
|  |                                                       |  |  |  |  |  |  |  |  |  |  |  |  |  |  |  |
|  | 10 . José Romualdo Zamora Flores (+ 1790)             |  |  |  |  |  |  |  |  |  |  |  |  |  |  |  |
|  |                                                       |  |  |  |  |  |  |  |  |  |  |  |  |  |  |  |
|  |                                                       |  |  |  |  |  |  |  |  |  |  |  |  |  |  |  |
|  | 21.Manuela Flores (+1764)                             |  |  |  |  |  |  |  |  |  |  |  |  |  |  |  |
|  |                                                       |  |  |  |  |  |  |  |  |  |  |  |  |  |  |  |
|  |                                                       |  |  |  |  |  |  |  |  |  |  |  |  |  |  |  |
|  | 5. Joaquina Zamora Coronado (1787)                    |  |  |  |  |  |  |  |  |  |  |  |  |  |  |  |
|  |                                                       |  |  |  |  |  |  |  |  |  |  |  |  |  |  |  |
|  |                                                       |  |  |  |  |  |  |  |  |  |  |  |  |  |  |  |
|  | 22. Sebastián Coronado (+1776)                        |  |  |  |  |  |  |  |  |  |  |  |  |  |  |  |
|  |                                                       |  |  |  |  |  |  |  |  |  |  |  |  |  |  |  |
|  |                                                       |  |  |  |  |  |  |  |  |  |  |  |  |  |  |  |
|  | 11. Juana Rita Coronado (1758-1806)                   |  |  |  |  |  |  |  |  |  |  |  |  |  |  |  |
|  |                                                       |  |  |  |  |  |  |  |  |  |  |  |  |  |  |  |
|  |                                                       |  |  |  |  |  |  |  |  |  |  |  |  |  |  |  |
|  | 23. María José de Soto                                |  |  |  |  |  |  |  |  |  |  |  |  |  |  |  |
|  |                                                       |  |  |  |  |  |  |  |  |  |  |  |  |  |  |  |
|  |                                                       |  |  |  |  |  |  |  |  |  |  |  |  |  |  |  |
|  | 1.Ricardo Jiménez Oreamuno                            |  |  |  |  |  |  |  |  |  |  |  |  |  |  |  |
|  |                                                       |  |  |  |  |  |  |  |  |  |  |  |  |  |  |  |
|  |                                                       |  |  |  |  |  |  |  |  |  |  |  |  |  |  |  |
|  | 24. Romualdo de Oriamuno                              |  |  |  |  |  |  |  |  |  |  |  |  |  |  |  |
|  |                                                       |  |  |  |  |  |  |  |  |  |  |  |  |  |  |  |
|  |                                                       |  |  |  |  |  |  |  |  |  |  |  |  |  |  |  |
|  | 12. José Isidro Oreamuno Alvarado (+ 1845)            |  |  |  |  |  |  |  |  |  |  |  |  |  |  |  |
|  |                                                       |  |  |  |  |  |  |  |  |  |  |  |  |  |  |  |
|  |                                                       |  |  |  |  |  |  |  |  |  |  |  |  |  |  |  |
|  | 25. Antonia Manuela de Alvarado                       |  |  |  |  |  |  |  |  |  |  |  |  |  |  |  |
|  |                                                       |  |  |  |  |  |  |  |  |  |  |  |  |  |  |  |
|  |                                                       |  |  |  |  |  |  |  |  |  |  |  |  |  |  |  |
|  | 6. Francisco María Oreamuno Bonilla (1801)            |  |  |  |  |  |  |  |  |  |  |  |  |  |  |  |
|  |                                                       |  |  |  |  |  |  |  |  |  |  |  |  |  |  |  |
|  |                                                       |  |  |  |  |  |  |  |  |  |  |  |  |  |  |  |
|  | 26.Andrés de Bonilla                                  |  |  |  |  |  |  |  |  |  |  |  |  |  |  |  |
|  |                                                       |  |  |  |  |  |  |  |  |  |  |  |  |  |  |  |
|  |                                                       |  |  |  |  |  |  |  |  |  |  |  |  |  |  |  |
|  | 13. Justa de Bonilla y Laya-Bolívar                   |  |  |  |  |  |  |  |  |  |  |  |  |  |  |  |
|  |                                                       |  |  |  |  |  |  |  |  |  |  |  |  |  |  |  |
|  |                                                       |  |  |  |  |  |  |  |  |  |  |  |  |  |  |  |
|  | 27.María Gertrudis de Laya-Bolívar                    |  |  |  |  |  |  |  |  |  |  |  |  |  |  |  |
|  |                                                       |  |  |  |  |  |  |  |  |  |  |  |  |  |  |  |
|  |                                                       |  |  |  |  |  |  |  |  |  |  |  |  |  |  |  |
|  | 3. Esmeralda Oreamuno Gutiérrez (+ 1873)              |  |  |  |  |  |  |  |  |  |  |  |  |  |  |  |
|  |                                                       |  |  |  |  |  |  |  |  |  |  |  |  |  |  |  |
|  |                                                       |  |  |  |  |  |  |  |  |  |  |  |  |  |  |  |
|  | 28.Alonso Gutiérrez y González de Andía-Rezón         |  |  |  |  |  |  |  |  |  |  |  |  |  |  |  |
|  |                                                       |  |  |  |  |  |  |  |  |  |  |  |  |  |  |  |
|  |                                                       |  |  |  |  |  |  |  |  |  |  |  |  |  |  |  |
|  | 14. Agustín Gutiérrez de Lizaurzábal (1763-1843)      |  |  |  |  |  |  |  |  |  |  |  |  |  |  |  |
|  |                                                       |  |  |  |  |  |  |  |  |  |  |  |  |  |  |  |
|  |                                                       |  |  |  |  |  |  |  |  |  |  |  |  |  |  |  |
|  | 29.María Josefa Lizaurzábal                           |  |  |  |  |  |  |  |  |  |  |  |  |  |  |  |
|  |                                                       |  |  |  |  |  |  |  |  |  |  |  |  |  |  |  |
|  |                                                       |  |  |  |  |  |  |  |  |  |  |  |  |  |  |  |
|  | 7. Agustina Gutiérrez de la Peña Monge (1811)         |  |  |  |  |  |  |  |  |  |  |  |  |  |  |  |
|  |                                                       |  |  |  |  |  |  |  |  |  |  |  |  |  |  |  |
|  |                                                       |  |  |  |  |  |  |  |  |  |  |  |  |  |  |  |
|  | 30. Francisco de la Peña Monge                        |  |  |  |  |  |  |  |  |  |  |  |  |  |  |  |
|  |                                                       |  |  |  |  |  |  |  |  |  |  |  |  |  |  |  |
|  |                                                       |  |  |  |  |  |  |  |  |  |  |  |  |  |  |  |
|  | 15. Josefa de la Peña Monge y de la Cerda (1784-1829) |  |  |  |  |  |  |  |  |  |  |  |  |  |  |  |
|  |                                                       |  |  |  |  |  |  |  |  |  |  |  |  |  |  |  |
|  |                                                       |  |  |  |  |  |  |  |  |  |  |  |  |  |  |  |
|  | 31. Isabel de la Cerda                                |  |  |  |  |  |  |  |  |  |  |  |  |  |  |  |
|  |                                                       |  |  |  |  |  |  |  |  |  |  |  |  |  |  |  |
|  |                                                       |  |  |  |  |  |  |  |  |  |  |  |  |  |  |  |